# Kalcerrytus rosamariae
Kalcerrytus rosamariae is een spinnensoort in de taxonomische indeling van de springspinnen (Salticidae).
Het dier behoort tot het geslacht Kalcerrytus. De wetenschappelijke naam van de soort werd voor het eerst geldig gepubliceerd in 2003 door Hipólito Ruiz López & Antonio D. Brescovit.